# کنان
کنان (انگلیسی: Canaan) شرکت الکترونیک است، که در سال ۲۰۱۳ تأسیس شد. دفتر مرکزی این شرکت در سنگاپور قرار دارد.

## تاریخچه
- **۲۰۱۳**: N.G. Zhang در پکن، چین شرکت کنان را تأسیس کرد.
- **۲۰۱۹**: این شرکت در نزدک (NASDAQ) با نماد نزدک: CAN عرضه عمومی شد.
- **۲۰۲۲**: دفتر مرکزی کنان از چین به سنگاپور منتقل شد.